# 悪意あるメイド攻撃
悪意あるメイド攻撃（あくいあるメイドこうげき、Evil maid attack）は第三者が操作可能な場所にノートパソコンなどを放置した際に起こりうるセキュリティ上のリスクを指す。日本語名称としてはその他、邪悪なメイド攻撃や、単にメイド攻撃などとも呼称される場合がある。コールドブート攻撃に類される物理的ハッキング手段により悪意あるツールを仕込まれたり、中身を抜き取られたりする危険性がある。

## 概要
悪意あるメイド攻撃は2009年1月にセキュリティアナリスト、ジョアンナ・ルトコフスカ(Joanna Rutkowska)によって、The Invisible Things Lab's blog上でその具体的な手法の紹介がなされた。ホテルの宿泊時などにおいて、本人不在時でも怪しまれずに客室に入ることのできるホテルの客室係のような第三者によって実行可能ということからこの名がつけられた。
ルトコフスカは記事上において、例えば次の手順により悪意あるメイド攻撃が実現されうるとしている。
1. ノートパソコンを持ったホテルの宿泊者が、ノートパソコンを部屋に置いたまま朝食などで部屋を空ける。
2. 悪意あるメイドが宿泊者の部屋に入り、持ち込んだUSBフラッシュドライブによりシステムを起動する。
3. MBR等にパスワードなどを盗聴する悪意あるコードがインストールされる。
4. 朝食を取り終えた宿泊者は歯を磨くために部屋に戻ってくる。そして自分のノートパソコンを起動し、ログインして自由に操作する。
5. 宿泊者は予約したスパへ向かうため、再びノートパソコンを部屋においたままその場を離れる。
6. 再び悪意あるメイドが宿泊者の部屋に入り、盗聴したパスワードによってノートパソコンへログインし、重要なデータを取得する。

また、ノートパソコン以外ではヨハネス・ゴッツフリード(Johannes Gotzfried)が2011年にアンドロイドOSに対する悪意あるメイド攻撃の可能性について言及している。
セキュリティ対策を業務のひとつとしているマカフィーは2009年10月、暗号化された仮想ディスクを作成するオープンソフト「TrueCrypt」においてパスワードを盗み出す機能を持ったコンセプト実証コード（PoCコード）が検出されたことを報告しており、悪意あるメイド攻撃が実際に実行される恐れがあるとして警告を行った。
また、2018年にはアメリカ・オレゴン州のセキュリティ会社Eclypsiumの研究員が悪意あるメイド攻撃の実証例として5分でノートパソコンにハッキングするムービーを公開し、警鐘を鳴らしている。